# 双尖陶圣参
双尖陶圣参（学名：Thorsonia adverdaria）为沙鸡子科陶圣参属的动物。分布于菲律宾、印度尼西亚以及中国大陆的浙江、广东、广西等地，一般生活于水深16-50米的泥沙底。该物种的模式产地在菲律宾群岛。